# يان ويلسون (رائد أعمال)
يان ويلسون (بالإنجليزية: Ian Wilson)‏ هو رائد أعمال بريطاني، ولد في 15 نوفمبر 1943 في إدنبرة في المملكة المتحدة.